# Shuangyang
För andra betydelser, se Shuangyang (olika betydelser).
Shuangyang, tidigare stavat Shwangyang, är ett stadsdistrikt i Changchun i Jilin-provinsen i nordöstra Kina.